# Монте-Сан-Джакомо
Монте-Сан-Джакомо (італ. Monte San Giacomo) — муніципалітет в Італії, у регіоні Кампанія,  провінція Салерно.
Монте-Сан-Джакомо розташоване на відстані близько 310 км на південний схід від Рима, 125 км на південний схід від Неаполя, 75 км на південний схід від Салерно.
Населення — 1584 особи (2014).
Щорічний фестиваль відбувається 25 липня та 26 липня. Покровитель — San Giacomo il Maggiore.

## Демографія
Населення за роками:

Станом на 1 січня 2023 року в муніципалітеті офіційно проживало 56 іноземців з 12 країн, серед них 42 громадяни країн Євросоюзу та 5 громадян України.

## Сусідні муніципалітети
- П'яджине
- Санца
- Сассано
- Теджано